# Parotocinclus cearensis
Parotocinclus cearensis är en fiskart som beskrevs av Garavello, 1977. Parotocinclus cearensis ingår i släktet Parotocinclus och familjen Loricariidae. Inga underarter finns listade i Catalogue of Life.